# 捣衣

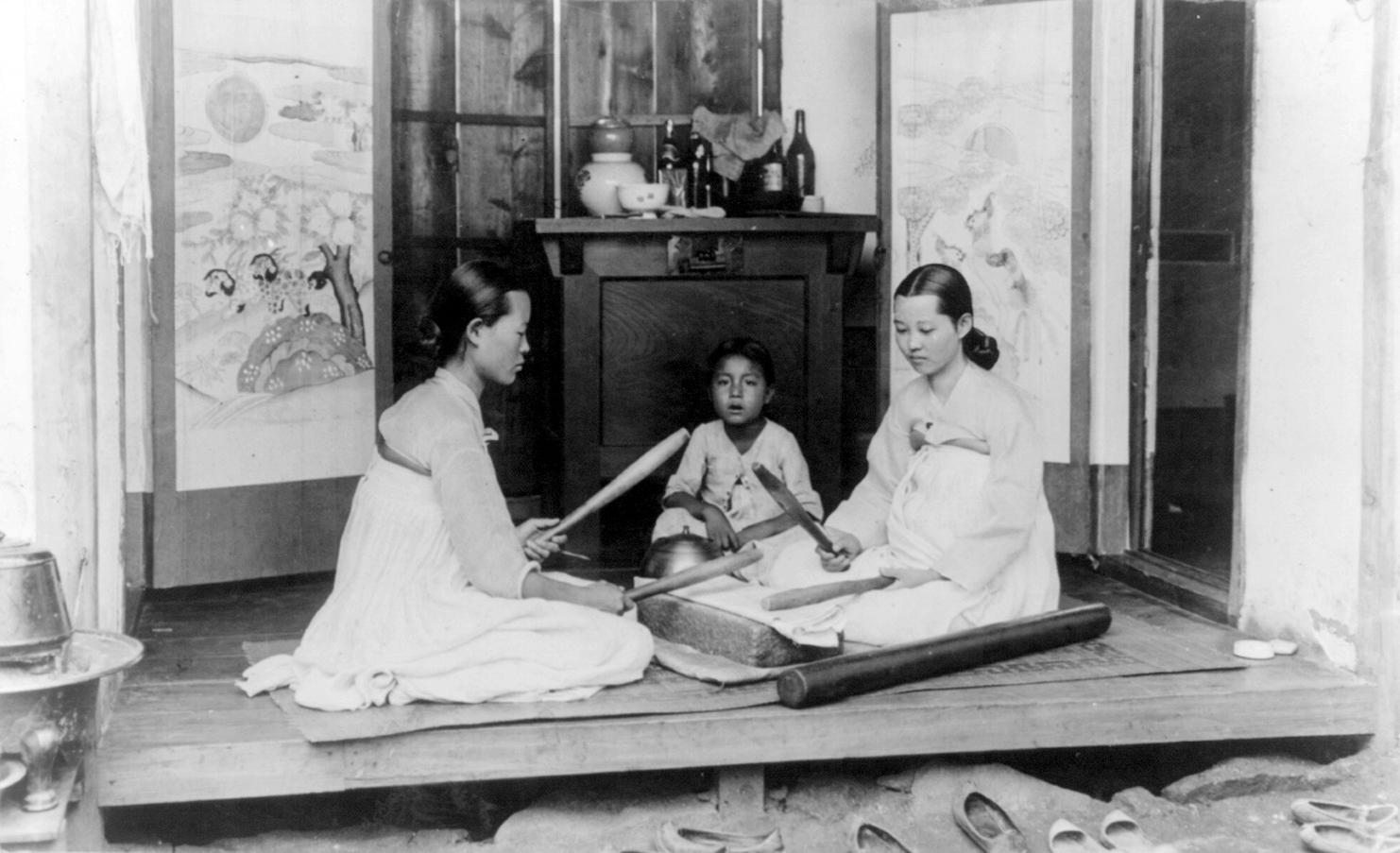
搗衣

捣衣，是把剛織好的織物或洗过一遍的衣，平铺在光滑的砧板或石板上，用木棒或杵用力敲击的程序。用於織物是使之平顺、柔软，便于裁制衣服；用於洗衣則是使之去掉浑水，然后再用清水洗涤，使其更加洁净。
俗称为捣衣。

## 相关诗词
柳恽《捣衣诗》
行役滞风波，游人淹不归。 
亭皋木叶下，陇首秋云飞。 
寒园夕鸟集，思牖革虫悲。 
嗟矣当春服，安见御冬衣
杜甫《捣衣》
亦知戍不返，秋至拭清砧。已近苦寒月，况经长别心。
宁辞捣熨倦，一寄塞垣深。用尽闺中力，君听空外音。
李白《捣衣篇》
闺里佳人年十馀，颦蛾对影恨离居。忽逢江上春归燕， 
衔得云中尺素书。玉手开缄长叹息，狂夫犹戍交河北。 
万里交河水北流，愿为双燕泛中洲。君边云拥青丝骑， 
妾处苔生红粉楼。楼上春风日将歇，谁能揽镜看愁发。 
晓吹员管随落花，夜捣戎衣向明月。明月高高刻漏长， 
真珠帘箔掩兰堂。横垂宝幄同心结，半拂琼筵苏合香。 
琼筵宝幄连枝锦，灯烛荧荧照孤寝。有便凭将金剪刀， 
为君留下相思枕。摘尽庭兰不见君，红巾拭泪生氤氲， 
明年若更征边塞，愿作阳台一段云。
李白《子夜吳歌·秋歌》
長安一片月，萬戶搗衣聲。
秋風吹不盡，總是玉關情。
何日平胡虜，良人罷遠征。